# Magelona hartmanae
Magelona hartmanae är en ringmaskart som beskrevs av Jones 1978. Magelona hartmanae ingår i släktet Magelona och familjen Magelonidae. Inga underarter finns listade i Catalogue of Life.